# Eutelsat 28A
Eutelsat 33C (precedentemente chiamato Eurobird 1 e poi Eutelsat 28A), è un satellite televisivo del gruppo Eutelsat Communications (Organizzazione Europea di Satelliti per Telecomunicazioni), con sede a Parigi.

## Storia
Fu prenotato con il nome di EuropeSat 1, in seguito rinominato Eurobird e successivamente Eurobird 1.

A partire dal 1º marzo 2012 il gruppo ha adottato una nuova denominazione dell'intera flotta satellitare, tutti i satelliti del gruppo hanno assunto il nome Eutelsat associato alla propria posizione orbitale e ad una lettera che sta ad indicare l'ordine di arrivo in quella posizione, il satellite Eurobird 1 è diventato quindi Eutelsat 28A. Da luglio 2015 è stato agganciato a Eutelsat 33B, diventando dunque Eutelsat 33C.